# Quod scripsi, scripsi

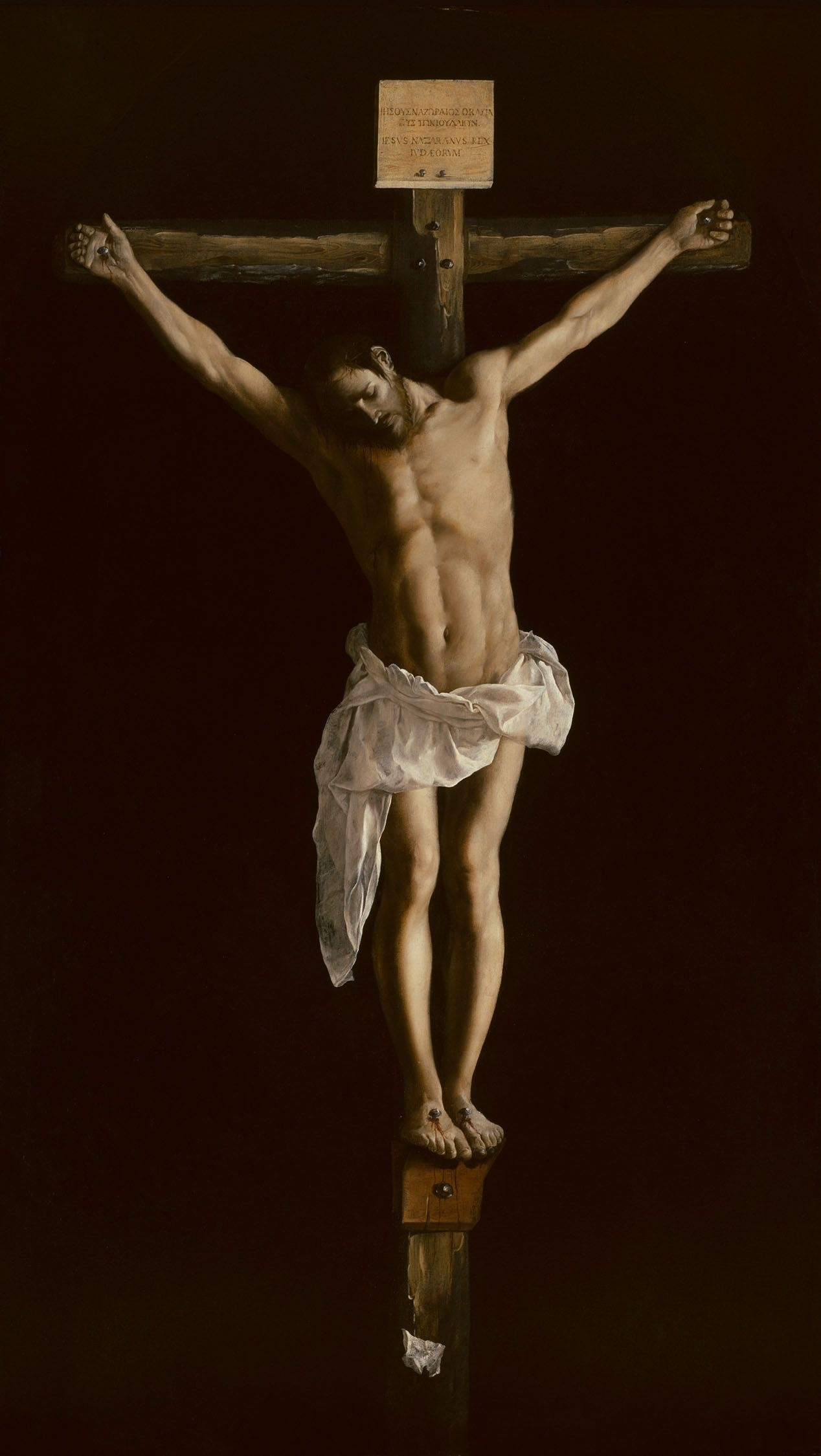
Le Christ en croix, par Francisco de Zurbarán, 1627. L'inscription de Pilate est clouée à la croix au-dessus de Jesus.

Quod scripsi, scripsi (latin : Ce que j'ai écrit, je l'ai écrit) est une citation latine. Elle fut utilisée de manière célèbre par Ponce Pilate dans le Nouveau Testament en réponse aux prêtres juifs qui critiquaient ce qu'il avait fait inscrire au-dessus de Jésus sur un écriteau (titulus) durant sa crucifixion. Cela est principalement connu dans la Vulgate.

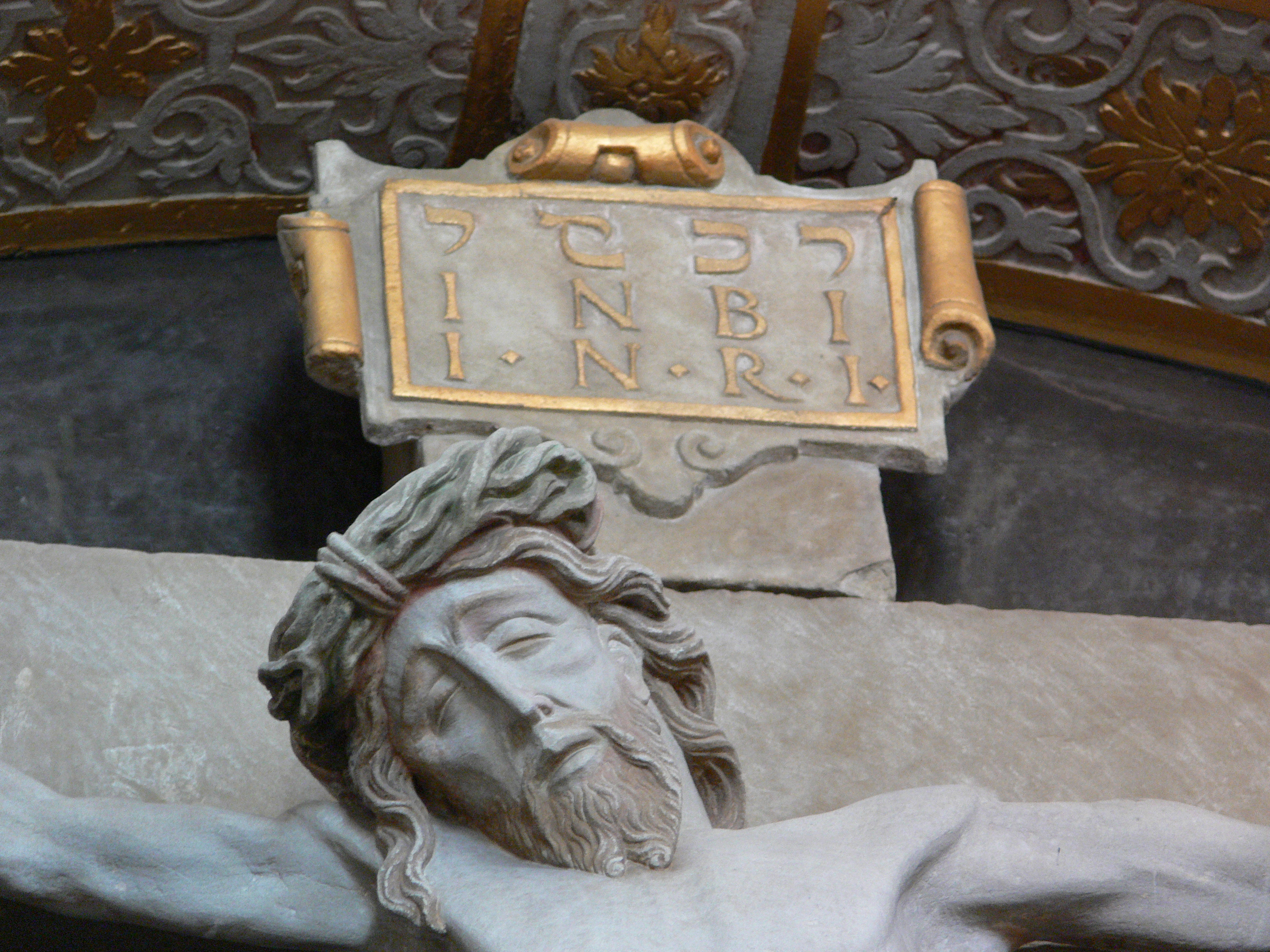
L'acronyme INRI (« Jésus de Nazareth, Roi des Juifs ») écrit dans trois langues (comme dans Jean 19:20) et fixé à la croix, Abbaye d'Ellwangen, en Allemagne.

## Historique
La phrase apparaît dans l'Évangile selon Jean 19:20-22. Quand Jésus fut envoyé à la crucifixion, Pilate fit écrire un écriteau qui devait être pendu au-dessus de Jésus au sommet du stipes : « Jésus, Roi des Juifs » en hébreu (ou plutôt en araméen), latin et grec. Les prêtres juifs vinrent se plaindre à Pilate, en déclarant que seul Jésus avait prétendu à ce titre et qu'ils ne le prenaient pas pour tel. Ils dirent à Pilate « N'écris pas Roi des Juifs » Pilate répondit avec sévérité « Quod scripsi, scripsi » ce qui fut interprété par saint Jérôme comme une allusion aux titres du psaume 56 et 57, qui dans la Vulgate semble se référer à une inscription qui n'a pas à être changée.

## Autres usages
En 1306, Henri II de Chypre signa un acte donnant le royaume de Chypre au gouvernement de Amaury, seigneur de Tyr. Amaury aurait dit « Quod scripsi, scripsi » avec dédain pour Henri quand il signa l'acte. Le philosophe Emmanuel Kant fit un jeu de mots sur cette citation en réponse à des critiques envers son ouvrage Métaphysique des mœurs, répondant « Quod scripsi, scribentes » .

## Source
- (en) Cet article est partiellement ou en totalité issu de l’article de Wikipédia en anglais intitulé « Quod scripsi, scripsi » (voir la liste des auteurs).